# Gerhard Rohner
Gerhard Rohner (* 23. Mai 1895 in Nieder-Heiduk bei Bismarckhütte; † 7. März 1971 in Bonn) war sächsischer Finanzminister und CDU-Politiker in der DDR. Er flüchtete 1950 in die Bundesrepublik Deutschland.

## Leben
Nach dem Besuch der Königlichen Oberschule in Königsberg absolvierte Rohner eine kaufmännische Ausbildung. Im Alter von 26 Jahren leitete er eine Verkaufsabteilung, ab 1923 ein technisches Büro. Von 1925 bis Kriegsende arbeitete Rohner dann als selbständiger Handelsvertreter des Flick-Konzerns in Dresden, Chemnitz und Berlin.

## Politik
Rohner gehörte im Juli 1945 in Dresden zu den Mitbegründern der CDU in der Sowjetischen Besatzungszone. Er war Mitunterzeichner des CDU-Gründungsaufrufs vom 28. August 1945 und von 1946 bis zum Januar 1950 Mitglied des Landesvorstandes der sächsischen CDU. Vom 3. Juli 1945 an bis zu den ersten Landtagswahlen 1946 war Rohner Vizepräsident der Landesverwaltung Sachsen und ihr Ressortleiter für Steuern und Finanzen.
Nach der ersten Landtagswahl wurde Rohner zum sächsischen Finanzminister ernannt. Gleichzeitig war er von Oktober 1946 bis zum Februar 1950 Mitglied des sächsischen Landtags. Des Weiteren wurde Rohner 1948 in den Deutschen Volksrat gewählt. Als Mitglied der provisorischen Volkskammer, die sich im Oktober 1949 aus dem Deutschen Volksrat konstituierte war Rohner Vorsitzender der CDU-Fraktion. In dieser Funktion war er bei Reden vor der Volkskammer als Mann des offenen Worts bekannt. Er wandte sich zum Beispiel gegen die Auflösung der Finanzministerien der Länder. Auch die Ereignisse um den Vizepräsidenten des sächsischen Landtags und Parteifreund Hugo Hickmann stärkten Rohner in dem Entschluss, die DDR zu verlassen.
Er floh im Februar 1950 nach Düsseldorf und fand wieder Anstellung bei seinem alten Arbeitgeber, dem Flick-Konzern. Zuletzt war er dabei Verkaufsdirektor der Maximilianshütte in Sulzbach-Rosenberg.